# Circus van Maxentius

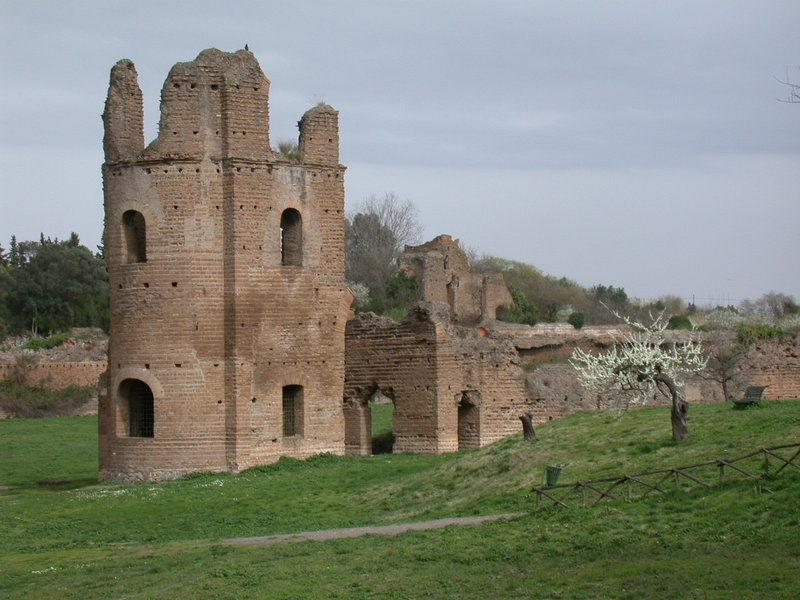
Circus van Maxentius

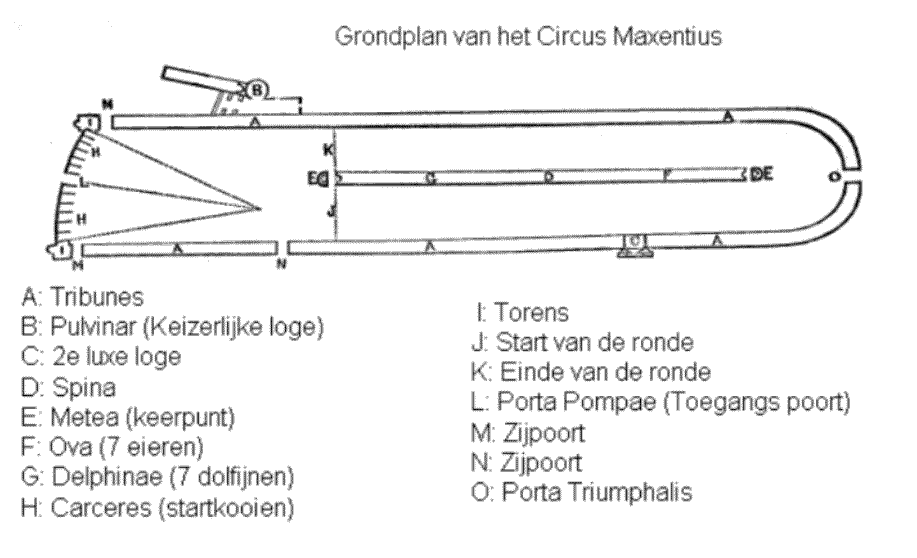
grondplan van het Circus van Maxentius

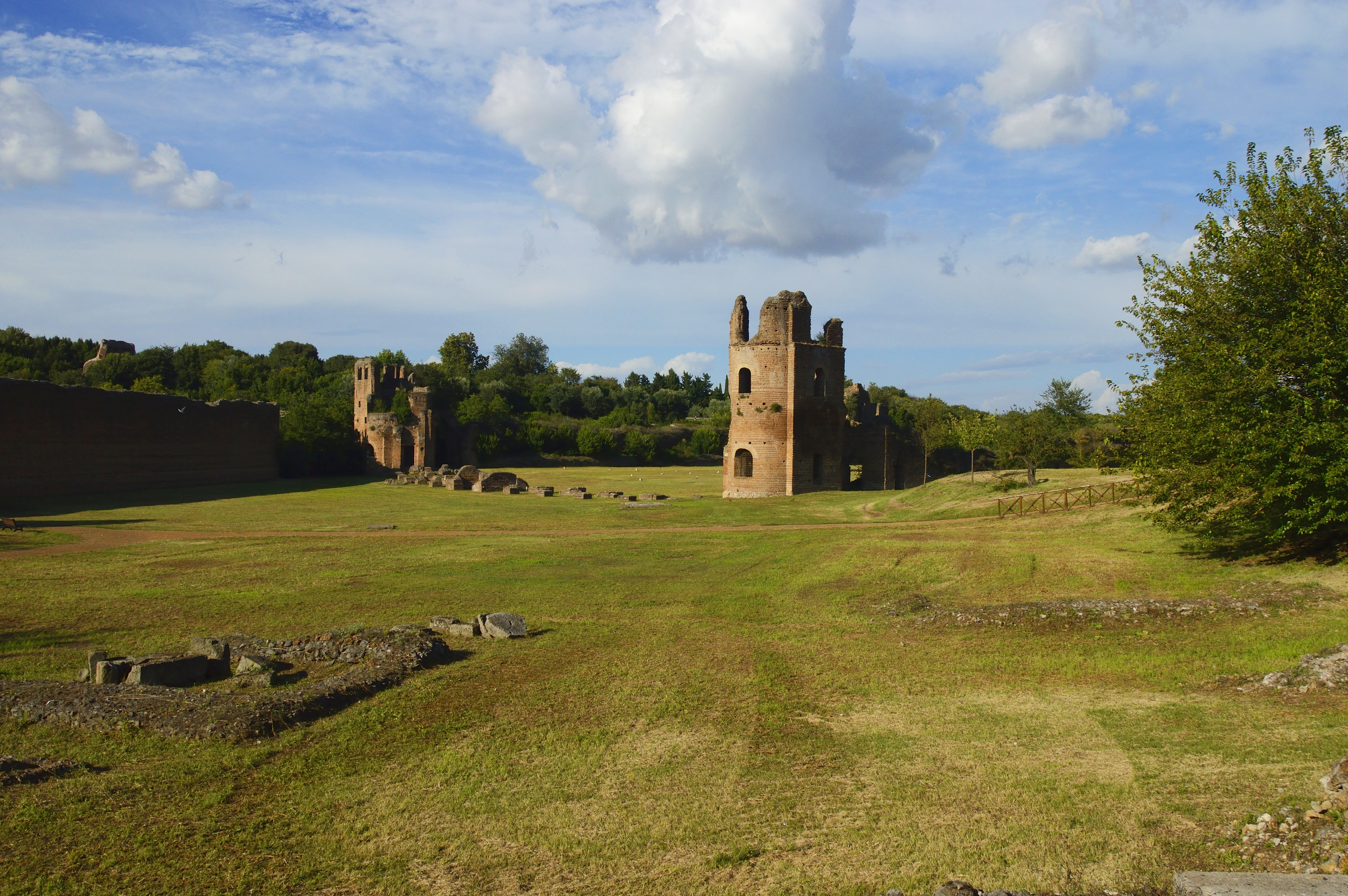
De torens van de carceres van het Circus van Maxentius

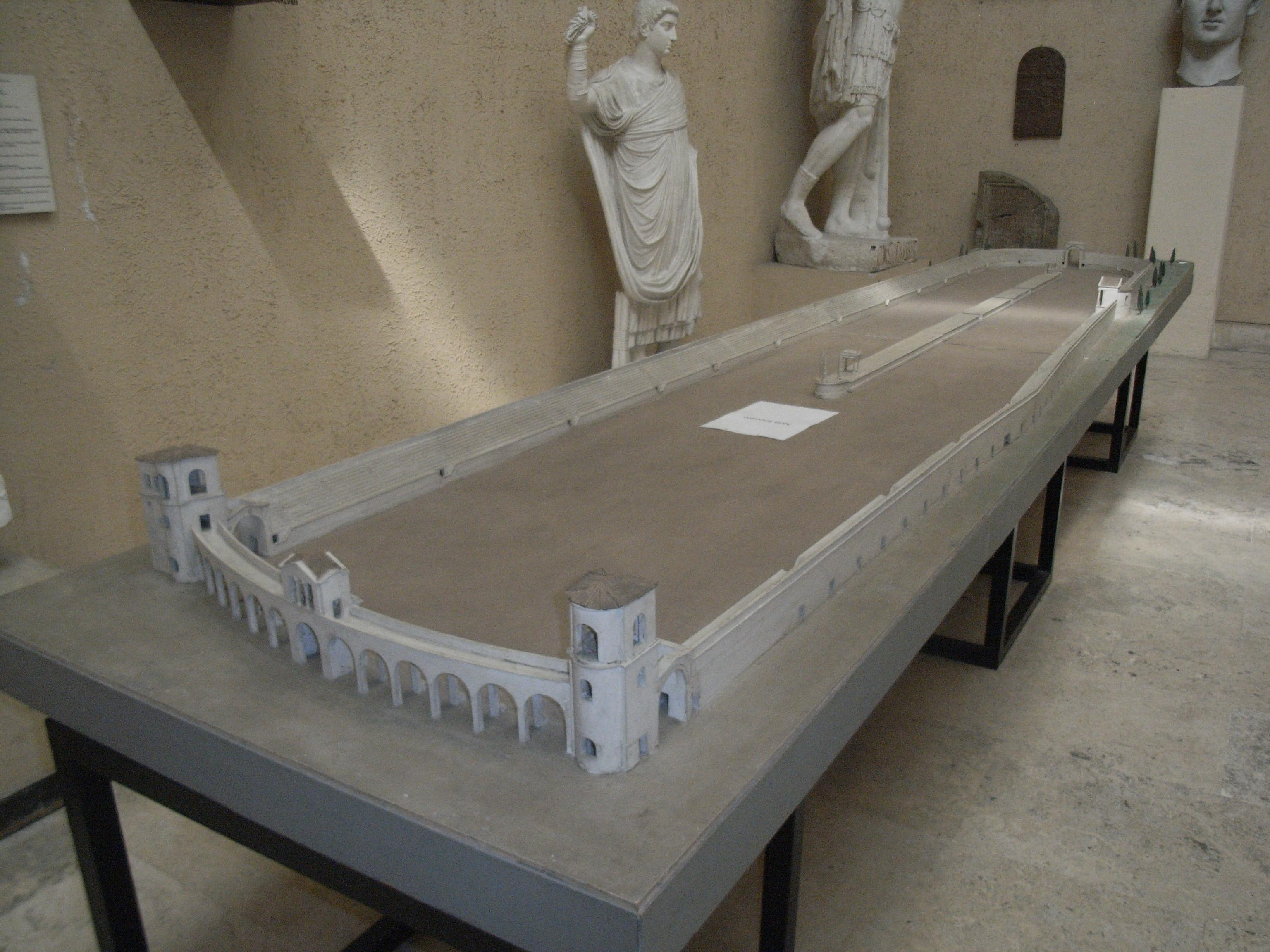
Maquette van het circus in het Museo della Civiltà Romana

Het Circus van Maxentius is een antiek stadion, gebouwd aan de Via Appia buiten Rome. Het werd gebruikt voor wagenrennen, gladiatorengevechten en diverse andere vormen van publiek vermaak.

## Bouw
Het Circus van Maxentius is gebouwd aan de Via Appia, een paar kilometer buiten de Aureliaanse Muur van Rome.
Keizer Maxentius liet tussen 306 en 312 op deze plaats een groot complex bouwen, bestaande uit het circus, een paleis en een groot mausoleum voor zijn overleden zoon Valerius Romulus.
Het circus werd voornamelijk gebruikt voor wagenrennen. De spelen in dit Circus waren waarschijnlijk niet toegankelijk voor het gewone volk, maar slechts voor de kring rondom de keizerlijke familie. Het circus van Maxentius bood plaats voor slechts 10.000 toeschouwers. Ter vergelijking, in het veel grotere Circus Maximus in het centrum van Rome, konden ongeveer 150.000 toeschouwers plaatsnemen.
Het circus was 513 meter lang en 91 meter breed. De spina, de verhoogde afscheiding in het midden van de renbaan, was 283 meter lang. Ter versiering van de spina liet Maxentius een grote obelisk uit de Tempel van Isis op het Marsveld halen.
Het circus is gebouwd uit baksteen. Opvallend is dat tussen de bakstenen lege aardewerken amforen ingemetseld zijn. Dit werd gedaan om het totale gewicht van de constructie te verminderen.

## Het Circus tegenwoordig
Het Circus van Maxentius is een van de best bewaard gebleven circussen uit de oudheid. De twee grote torens van de carceres aan de korte westzijde staan nog overeind, evenals de buitenmuren. De contouren van de spina zijn nog duidelijk te zien. De tribunes zijn wel verdwenen.

Tegenwoordig wordt het Circus van Maxentius in de zomer gebruikt voor filmvertoningen in openlucht.
De obelisk van het circus is in de 17e eeuw gerestaureerd en heropgericht op de Piazza Navona in Rome. Daar siert de obelisk nu de beroemde Vierstromenfontein van Bernini.

## Andere benamingen
- Het Circus van Maxentius wordt ook wel Circus van Romulus genoemd, naar zijn zoon, Valerius Romulus
- Gedurende de middeleeuwen stond het bouwwerk bekend als het Circus van Caracalla omdat vlakbij een beeld van deze keizer was opgegraven.